# I. Ferdinánd bolgár cár
I. Ferdinánd (bolgárul: Фердинанд I Сакскобургготски, németül: Ferdinand I. von Sachsen-Coburg und Gotha; Bécs, 1861. február 26. – Coburg, 1948. szeptember 10.) Bulgária fejedelme, majd királya (cárja). II. Simeon bolgár cár nagyapja és II. Ferdinánd portugál király unokaöccse, Koháry Antónia hercegnő unokája. Ragadványneve „a Balkán rókája”.
A Wettin-dinasztia Szász–Coburg–Gothai ágából származott, és a Szász-Coburg-Gotha-ház bolgár ágának megalapítója. A római katolikus vallást követte a születésétől 1896-ig, a bolgár trónra kerülésekor az ország hagyományainak megfelelően áttért az ortodox vallásra, és gyermekeit is az ortodox egyházi szertartás szerint kereszteltette meg.
1887-ben, a növekvő orosz benyomásra válaszul választották meg az ekkor még csak részben független Bulgária fejedelmévé. Uralkodásának első éveit az eleinte általa is támogatott Sztefan Sztambolov miniszterelnök neve fémjelezte, aki a nyugati országok felé igyekezett orientálódni Oroszország helyett, megerősítette az ország gazdaságát, de bukását és meggyilkolását követően a cár igyekezett helyreállítani a jó viszonyt az orosz cárral. Miután Bulgária 1908. szeptember 22-én hivatalosan is kikiáltotta függetlenségét, Ferdinánd felvette a 10. századtól a középkori bolgár uralkodók által is használt cári címet.
Az 1912-ben létrejött, törökellenes Balkán-szövetség tagjaként az első Balkán-háború során Bulgária jelentős területi nyereségeket ért el, de a Makedónia egészéért vívott második Balkán-háború során az ország súlyos vereséget szenvedett. 
Az első világháború során Bulgária a Központi hatalmakhoz csatlakozott. A háború elvesztését követően Ferdinánd cár lemondásra kényszerült. A száműzetésbe vonuló volt cár a németországi Coburgban halt meg 1948. szeptember 10-én. (Meg kellett érnie, hogy nemcsak ő maga vesztette el a bolgár trónt, de dinasztiaalapítási kísérlete sem sikerült. Unokáját: II. Simeont lemondatták és száműzték Bulgáriából a kommunisták.)

## Származása
Ferdinánd herceg édesapja Ágost szász-coburg-gothai herceg (1818–1881) volt, Szász-Coburg-Gothai Ferdinánd hercegnek (1785–1851) és Koháry Antónia magyar hercegnőnek (1797–1862) a fia. 
Édesanyja Orléans-i Klementina francia királyi hercegnő (1817–1907) volt, I. Lajos Fülöp francia király (1773–1850) és Mária Amália Terézia nápoly–szicíliai királyi hercegnő (1782–1866) leánya.
Ferdinánd herceg 1861-ben született Bécsben, szüleinek ötödik, legifjabb gyermekeként, még magyar nagyanyjának, Koháry Antónia életében. Egyéves volt, amikor apai nagyanyja meghalt.
Nagybátyja, II. Ferdinánd portugál király 1836-ban lemondott a Koháry-örökségről, mikor feleségül vette II. Mária portugál királynőt, így a hatalmas Koháry-vagyon az ifjabb Ferdinánd apjára, Ágost hercegre szállt, ezért a család viselte a Szász-Coburg-Koháry nevet is.
Ferdinánd herceg, aki 92 magyarországi birtokkal rendelkezett, a honvéd haderő huszártisztje is volt. Ezrede 1908-ban Ferdinánd nevét vette fel. Bátyja, Lajos Ágost herceg (1845–1907) brazil császári tengernagy lett, miután feleségül vette II. Péter brazil császár másodszülött lányát, Leopoldina Terézia császári hercegnőt (1847–1871), Izabella (1846–1921) brazil császári hercegnőnek, Brazília régensének a húgát.

## Bulgária fejedelme

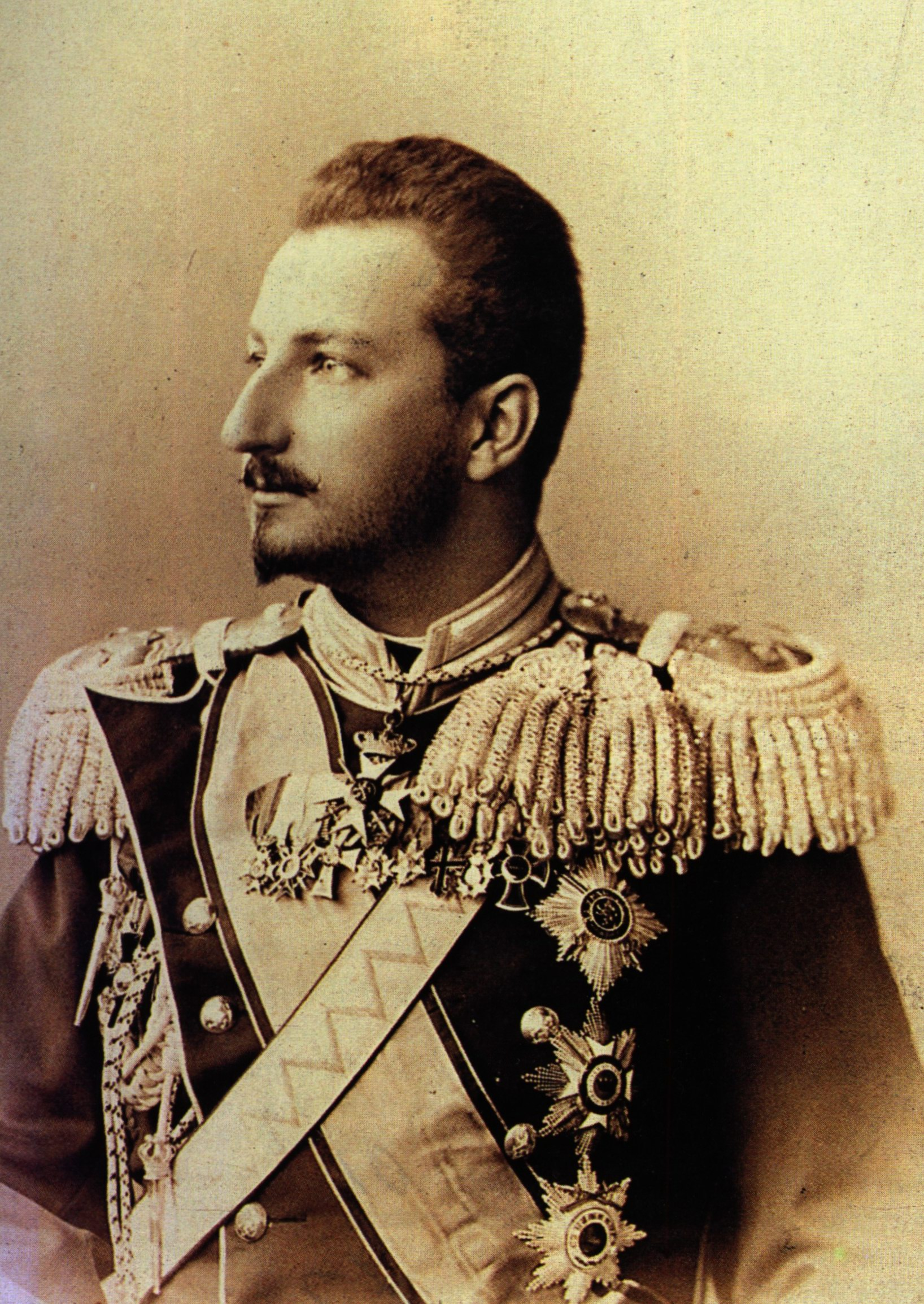
Ferdinánd, Bulgária ifjú fejedelme

1887. július 7-én választották meg a névlegesen az Oszmán Birodalom fennhatósága alá tartozó Bulgária uralkodójává, miután az első bolgár fejedelem, Battenberg Sándor konfliktusba került elsőfokú unokafivérével, III. Sándor orosz cárral, emiatt távoznia kellett országából. Az orosz kormányzat éppen megszakította minden kapcsolatát Bulgáriával, így Ferdinánd nagy kockázatot vállalt, amikor elfogadta a bolgár parlamenti küldöttség ajánlatát. A bolgár–orosz kapcsolatok csak II. Miklós orosz cár trónra lépésekor normalizálódtak.
„A korabeli és a későbbi magyar sajtó mindig nagy rokonszenvvel írt Ferdinándról, aki egyébként természetesen jól beszélt magyarul. Az új bolgár állam vasútrendszerének kiépítésében magyar mérnökök is szerepet játszottak. Az első bolgár külképviseletet 1889-ben éppen Bécsben nyitották meg, másutt csak később. Ezek még nem követségek voltak, mert Bulgária csak 1908-ban kiáltotta ki függetlenségét, akkor vette fel Ferdinánd a »cár« címet, mert ez volt a középkori bolgár uralkodók címe a X. század óta, de ugyanakkor bejelentették, hogy ez a cím egyéb nyelveken a »király« címnek felel meg. A magyar sajtóban és szakirodalomban ezért nevezték őt és fiát hol cárnak, hol királynak.”

### Az 1908-as annexiós válság

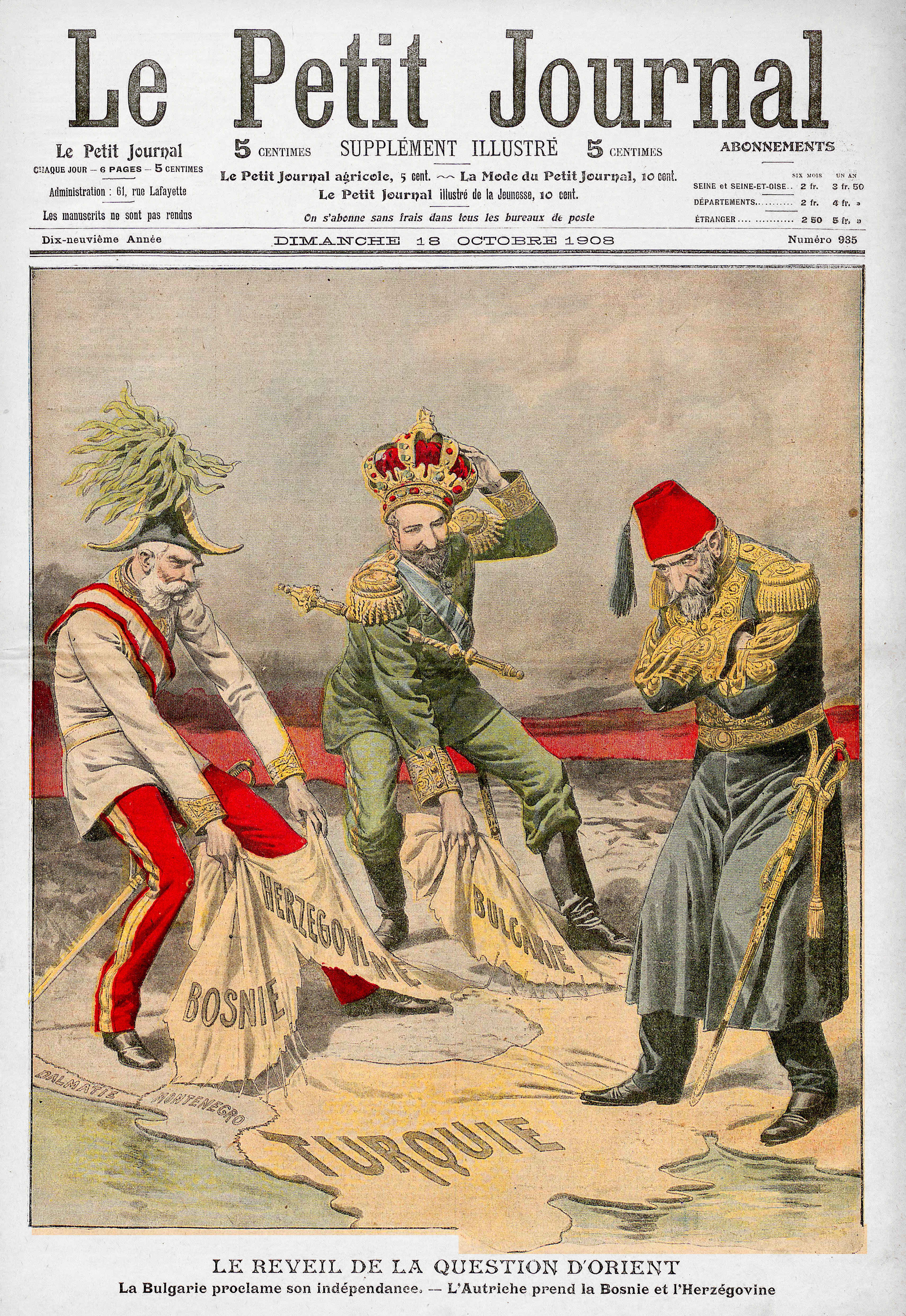
A francia Le Petit Journal címlapja az annexiós válságról

## Bulgária cárjaként

### A Balkán-háborúk

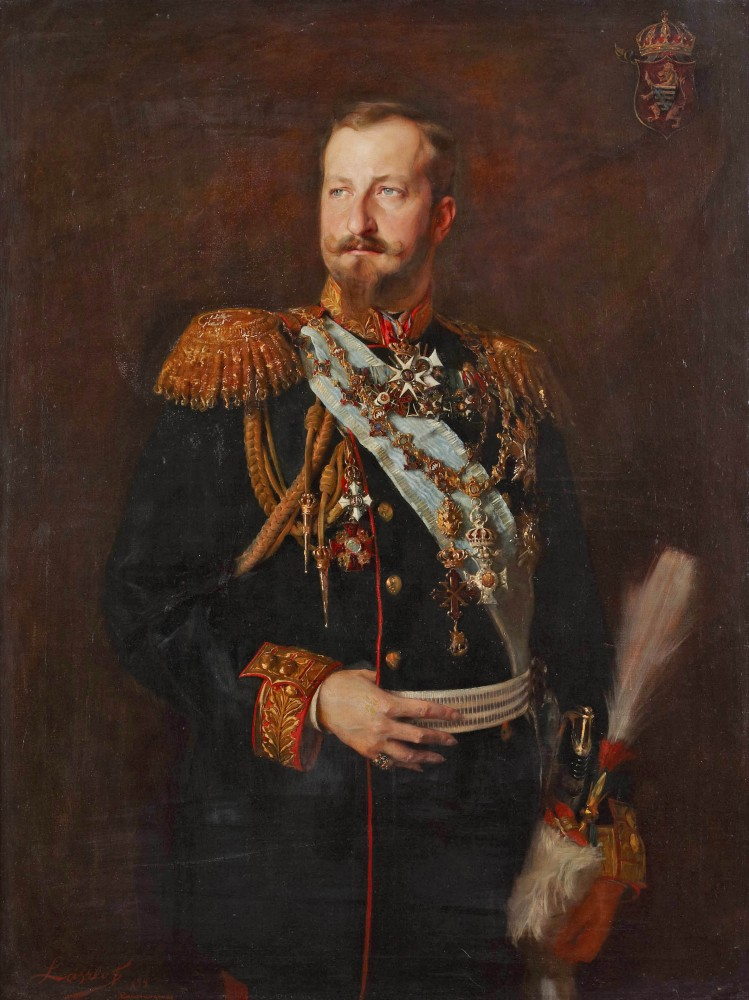
László Fülöp Elek: Ferdinánd, bolgár uralkodó (1894)

A 19. század végére a meggyengülő Oszmán Birodalom súlyos válságban szenvedett, melynek eredményeképpen a balkáni államok kiharcolták függetlenségüket. Az 1908-as ifjútörök forradalom eseményeit követően Bulgária hivatalosan is elismertette függetlenségét a Portával, emellett azonban a bolgárok az oroszok támogatásával Trákia, Makedónia és a törökök uralta Égei-tengeri partok elfoglalását tervezték.
Miután az olaszok sikeres háborút vívtak Törökországgal 1911-ben, és az Oszmán Birodalom elvesztette líbiai területeit, a balkáni államok idejét látták annak, hogy területi követeléseiket harc útján érvényre juttassák. Először Bulgária és Szerbia írt alá (Oroszország támogatásával) 1912. március 13-án a kölcsönös segítségről rendelkező egyezményt, amelyhez később csatlakozott Görögország és Montenegró is. A létrejött Balkán-szövetség legfőbb rendelkezése az volt, hogy támadás esetén a szövetségesek egymást kölcsönösen támogatják, ugyanakkor a felek közötti szerződés titkos záradékában kilátásba helyezték az Oszmán Birodalom elleni háborút, és a hódítást követő esetleges területi viták eldöntésére Oroszországot kérték fel. A háború kitörésére 1912. október 8-áig kellett várni, mikor Montenegró hadat üzent a törököknek, amivel kitört az első Balkán-háború. A másik három ország október 13-án intézett ultimátumot a Portához, majd október 17-én hadat üzentek az Oszmán Birodalomnak.
Maga Ferdinánd a harcot szentnek és igazságosnak tartotta, és az általa vezetett ország nagymértékben járult hozzá a háború győztes befejezéséhez. A bolgár csapatok Tundzsa és a Marica folyók mentén nyomultak be Trákiába és gyors győzelmeket arattak az utánpótlási gondokkal küszködő török csapatok felett, akiket egészen a Márvány-tengerig szorították vissza. A döntő vereséget szenvedett Oszmán Birodalom 1912. december 3-án két hónapos fegyverszünetet kötött a balkáni államokkal, ezzel egy időben pedig az európai nagyhatalmak vezetésével konferencia vette kezdetét Londonban (Londoni nagyköveti konferencia), és bár a törökök a fegyverszünetet felrúgva megkísérelték visszafoglalni Trákiát, a bolgárok legyőzték a támadókat és hosszas ostromot követően 1913. március 26-án a törökök uralta Drinápoly is elesett. Az 1913. május 30-án aláírt békeszerződés értelmében Bulgária megkapta Trákia és Makedónia egy részét, de a kívánt eredményeknek ez csak a töredéke volt, mely a bolgár vezetés és szövetségesei között további nézeteltéréseket szült.
I. Péter szerb király már 1913. június 1-én (két nappal a londoni béke megkötését követően) katonai szövetséget kötött a görög királlyal, I. Konstantinnal, majd az addig semleges Románia is megfogalmazta követeléseit és katonai megszállás alá helyezte Dél-Dobrudzsát, valamint Szilisztra városát. Ezt követően a bolgár hadsereg főparancsnoka, Mihail Szavov tábornok az uralkodó engedélye nélkül támadást kezdeményezett a makedón területek megszállásának céljából, így kezdetét vette a második Balkán-háború. A támadó bolgár főerők a makedóniai szerb állásokat támadták meg, míg egy hadosztály a görög erők és Szaloniki ellen vonult, azonban a kezdeti célkitűzések kudarcba fulladtak. Július elején az alábecsült görög hadsereg visszaverte a Szaloniki elleni bolgár támadást, a makedóniai támadást pedig a Radomir Putnik vezette szerb hadsereg július 9-én a Bregalnica folyónál vívott csatában szintén megállította. Miután a visszavonult bolgár egységek rendezték soraikat sikeres ellentámadásokat hajtottak végre a szerb-és a görög erők ellen, azonban az addig semleges Románia hadba lépésével Bulgária még nehezebb helyzetbe került. A román csapatok július 10-én benyomultak Dél-Dobrudzsába és magát a fővárost, Szófiát veszélyeztették, ami csak a román táborban kitörő kolera-járvány miatt menekült meg. A bolgár hadsereg a szerb–török–görög–montenegrói–román erőfölénnyel szemben teljesen összeomlott, a harcoló felek július 31-én általános fegyverszünetet kötöttek és 1913. augusztus 10-én megkötötték a háborút lezáró bukaresti békét, amely Bulgáriától számos korábbi hódítását elvette.

### Az első világháború
A Bulgária számára vereséggel végződő második balkán-háborút követően a bolgár külpolitika egyik legfontosabb sarokköve az elvesztett területek visszaszerzése volt, mely később az első világháborúba való belépéshez vezetett. A világháború 1914-es kitörését követően az ország ennek ellenére Olaszországhoz hasonlóan eleinte semleges állásponton maradt és a nagyhatalmak ajánlataitól tette függővé, hogy melyik katonai szövetség oldalán lép hadba. 1914-től kezdve folytak tárgyalások Bulgária és központi hatalmak között, míg az 1915-ös, Dardanellákon végrehajtott partraszállás megkezdését követően az antant is ajánlatot tett a bolgár kormánynak.
I. Ferdinánd 1916. december 30-án részt vett Budapesten a szövetséges IV. Károly magyar király és Zita magyar királyné koronázásán. A szertartás alatt a kis, négyéves Ottó trónörökösre vigyázott, és vallási kérdésekről tartott neki előadást, de a kis trónörököst a szertartás látványossága jobban érdekelte, mint a vallásmagyarázat, melyről Habsburg Ottó egyik televíziós interjújában számolt be.

### Lemondása
Az elvesztett világháború után a győztes antanthatalmak ragaszkodtak Ferdinánd cár lemondásához, amelyre 1918. október 3-án került sor. Felesége ezt már nem érte meg, 1917. szeptember 17-én elhunyt.
Ferdinándot elsőszülött fia, III. Borisz (1894–1943) követte a trónon. A lemondott uralkodó a már csehszlovák fennhatóság alatt álló Murányba vonult vissza, de időnként megjelent a pozsonyi Operában, és Budapestre is ellátogatott. A Magyar Tudományos Akadémia 1918-ban tiszteleti tagjai közé választotta a bolgár uralkodót.
Lemondásával sikerült megmentenie Bulgária monarchikus államformáját, de családja végzetét két évtized múlva végig kellett néznie: két fiának tragikus halálát: III. Borisz 1943-ban váratlanul halt meg, korabeli pletykák szerint Adolf Hitler mérgeztette meg. Másik fiát, Cirill bolgár herceget (1895–1945), Bulgária régensét 1945-ben a szovjet Vörös Hadsereg bevonulása után kommunista puccsisták megbuktatták, halálra ítélték és kivégezték. Unokáját, II. Simeont, az utolsó, gyermekkorú cárt (* 1937) lemondatták és száműzték anyjával, Savoyai Johanna cárnéval (1907–2000) együtt. 1946. november 23-án Bulgáriában, az emigrációból hazatérő kommunista Georgi Dimitrov vezetésével trónfosztottá nyilvánították a dinasztiát, kikiáltották a köztársaságot, majd 1947-ben a népköztársaságot.
Ferdinánd 1948. szeptember 10-én családjának ősi birtokán, Coburgban hunyt el.

## Magánélete
1893. április 20-án az olaszországi Lucca városában, a Bourbon–parmai-ház Villa Pianore nevű családi birtokán katolikus szertartással feleségül vette Mária Lujza Bourbon–parmai hercegnőt (1870–1899), I. Róbert parmai herceg és Mária Pia nápoly–szicíliai királyi hercegnő legidősebb leányát, Zita császárné és királyné mostohanővérét. Gyermekeit a bolgár alkotmány értelmében már ortodoxokként kereszteltette, ezért XIII. Leó pápa ki is átkozta őt. Az egyházi átok alól csak évtizedekkel később oldozták fel. 
Négy gyermekük született:
- Borisz (1894–1943), 1918-tól III. Borisz néven Bulgária cárja, felesége Savoyai Johanna olasz királyi hercegnő, 2 gyermek, többek között:
  - II. Simeon bolgár cár (1937–)
- Cirill (1895–1945), Preszlav hercege, 1943-tól Bulgária régense, nem nősült meg, gyermekei nem születtek.
- Eudoxia (1898–1985), nem ment férjhez, gyermekei nem születtek.
- Nadezsda (1899–1958), férje Albert Jenő (1895–1954) württembergi herceg, 5 gyermek.

Első feleségének halála után (1899) Ferdinánd fejedelem kilenc éven át özvegységben élt, majd 1908. február 28-án Coburgban katolikus szertartással feleségül vette a nála egy évvel idősebb, 48 éves Eleonóra reussi és köstritzi hercegnőt (1860–1917), IV. Henrik reuss–köstritzi herceg (1821–1894) és Lujza Karolina reuss–greizi hercegnő (1822–1875) lányát. Március 1-jén Ostersteinben evangélikus rítus szerint is egybekeltek. Eleonórának ez volt az első házassága, utódokat már nem reméltek, csak a királynéi és nevelőanyai szerepet szánták neki. Az új asszony már a házasságkötés előtt tisztában volt férje homoszexuális hajlamával. Férje a királynéi címmel kárpótolta új aráját a névleges házasságért. Második házasságából nem születtek gyermekek.
Ferdinánd cár ismert botanikus, rovarkutató és szenvedélyes filatelista (bélyeggyűjtő) volt.

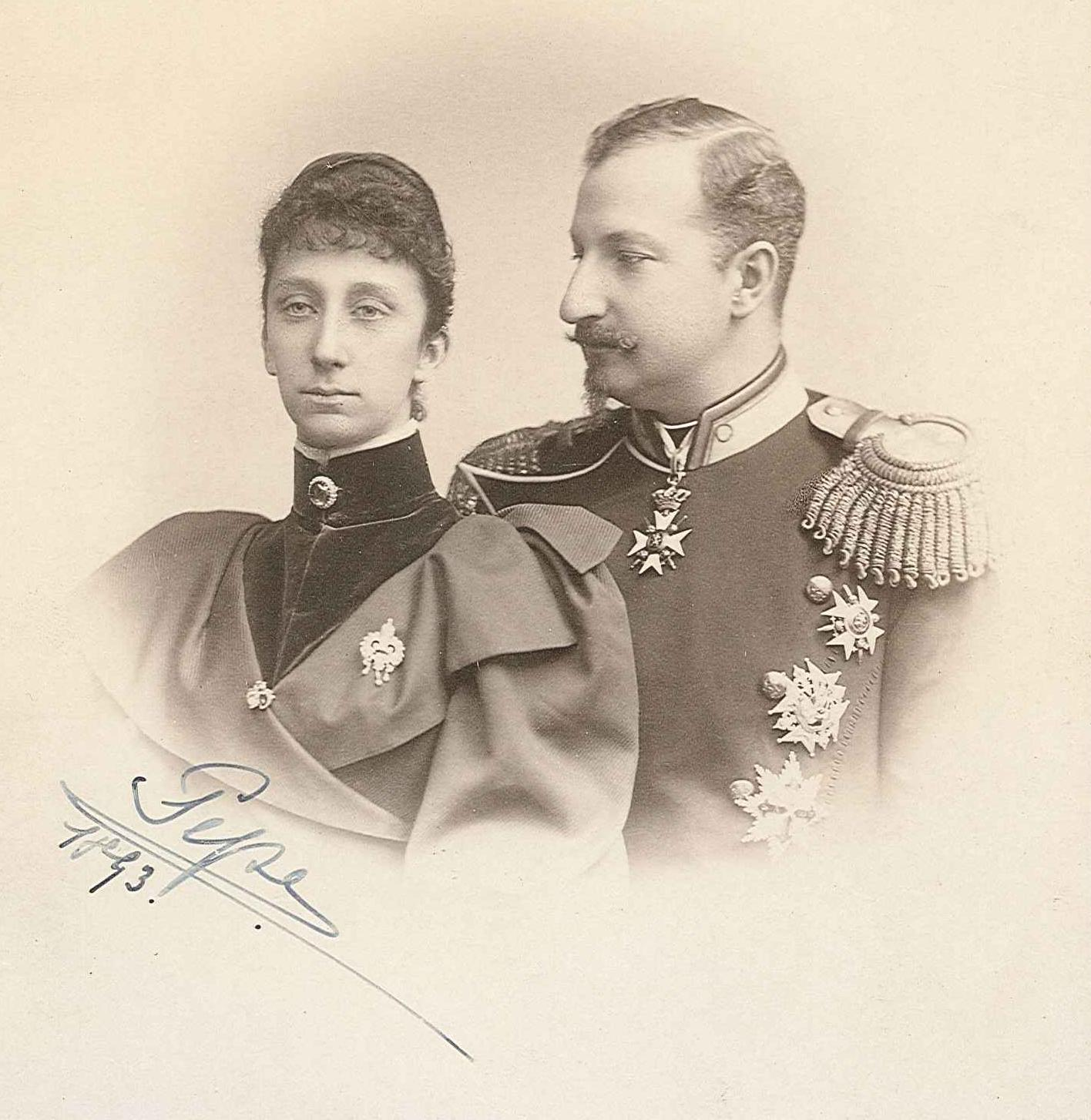
Ferdinánd első feleségével, Mária Lujza Bourbon–parmai hercegnővel
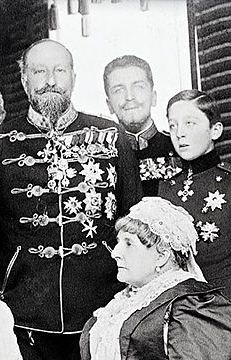
Ferdinánd cár fia, Cirill bolgár herceg és nővére, Szász–Coburg–Koháry Klotild hercegnő társaságában
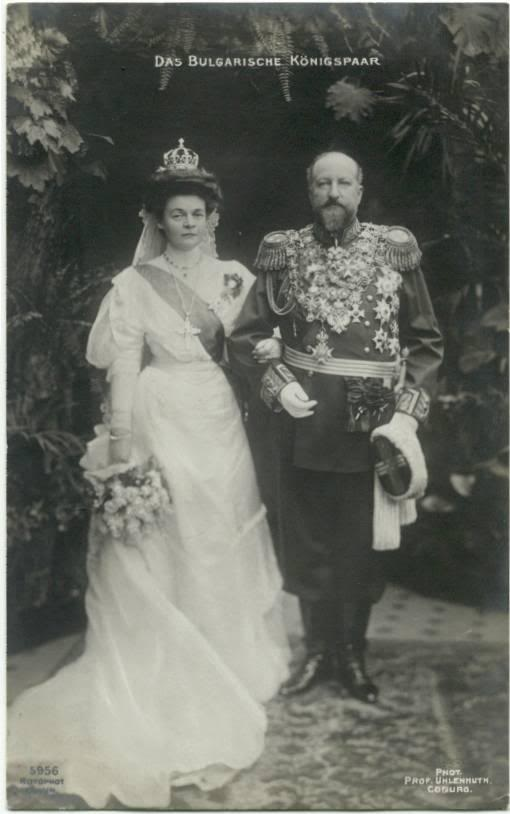
Ferdinánd és második felesége, Eleonóra reussi és köstritzi hercegnő esküvője (1908)